# Oerlinghausen

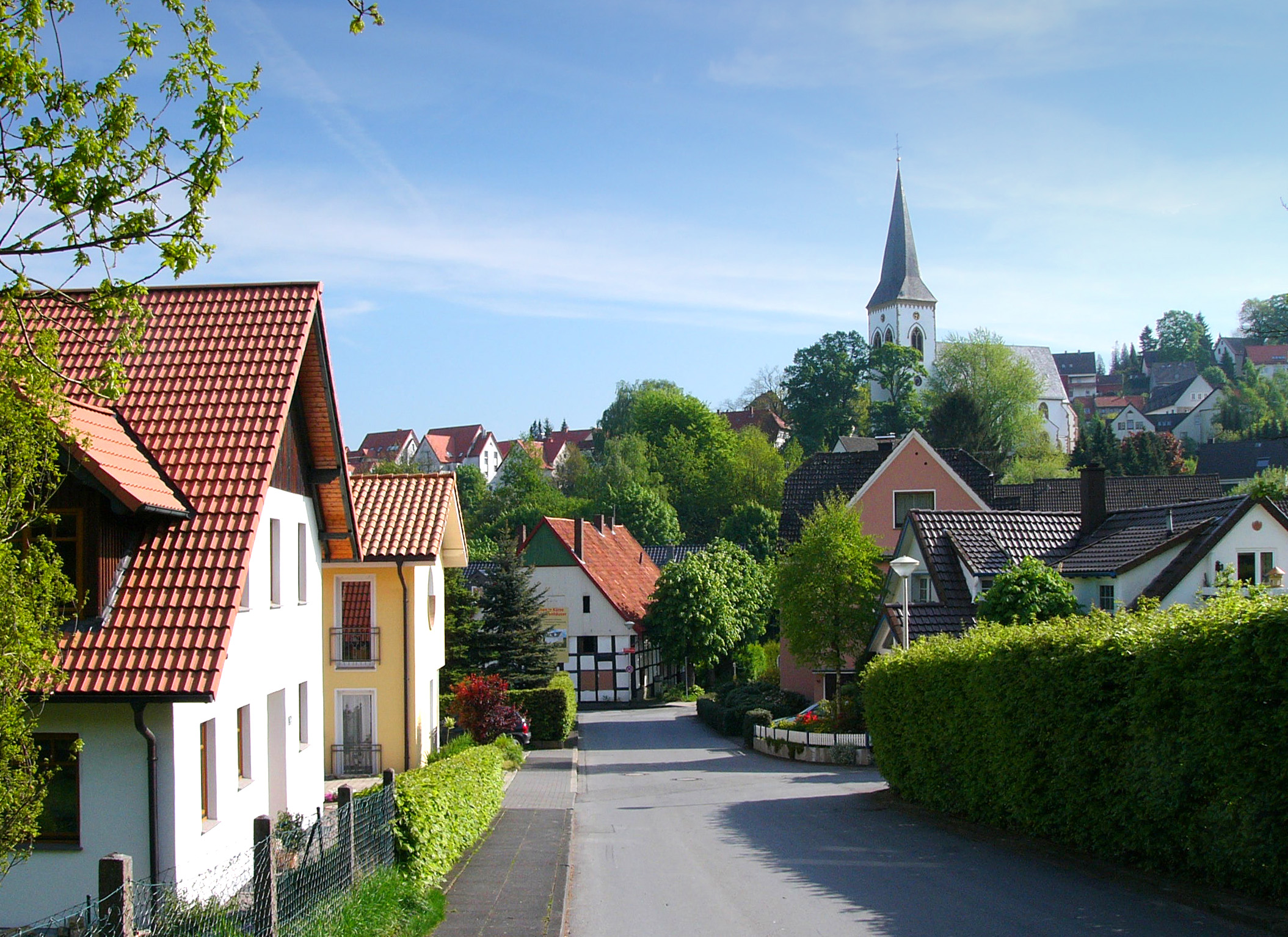
Widok na Oerlinghausen

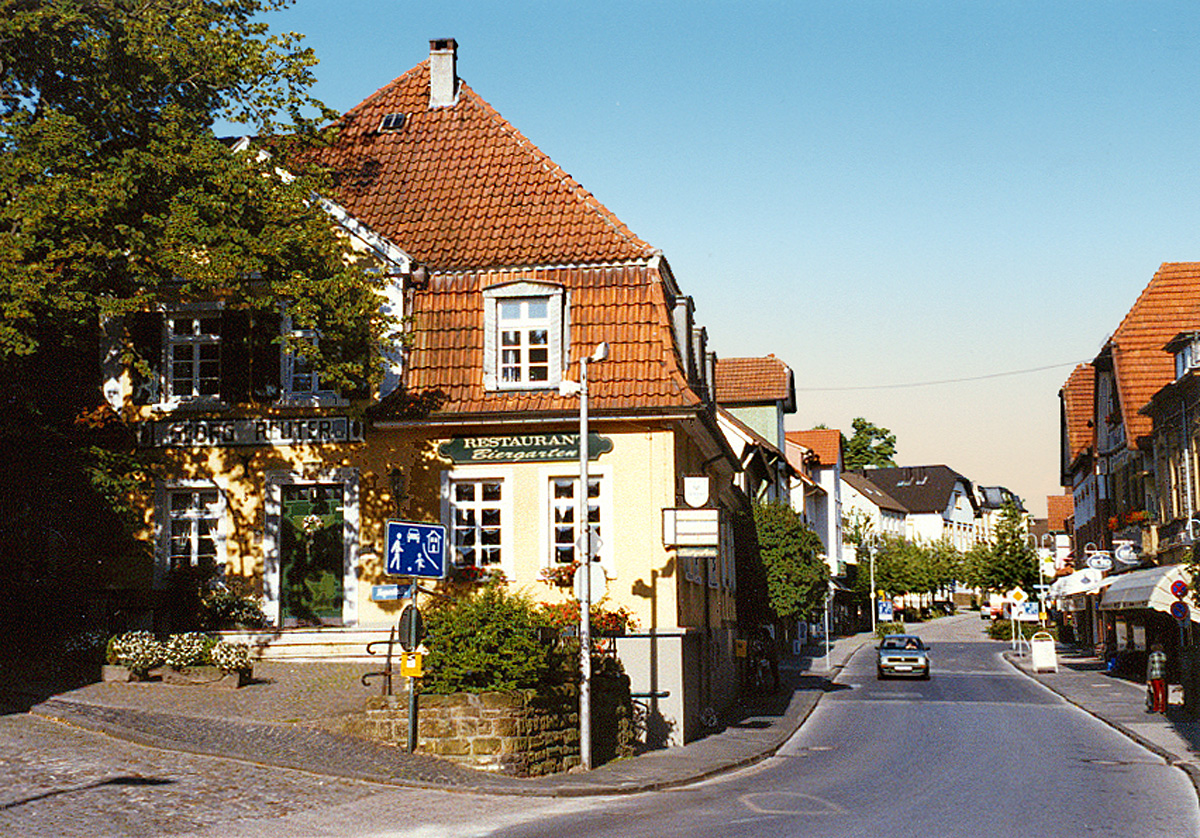
Główna ulica Oerlinghausen

Oerlinghausen (dolnoniem. Ankhiusen) – niemieckie miasto w kraju związkowym Nadrenia Północna-Westfalia, w rejencji Detmold, w powiecie Lippe. Leży w Lesie Teutoburskim, w sąsiedztwie Bielefeldu, na średniej wysokości 214 m n.p.m.
W Oerlinghausen znajduje się największe w Europie lotnisko szybowcowe.

## Współpraca
Miejscowości partnerskie:
- Augustusburg, Saksonia
- Osterburg (Altmark), Saksonia-Anhalt
- Villers-lès-Nancy, Francja